# Edizioni Studium
Edizioni Studium è una casa editrice fondata a Roma nel 1927 per iniziativa di monsignor Giovanni Battista Montini (futuro papa Paolo VI) e di Igino Righetti, rispettivamente assistente ecclesiastico e presidente della Federazione Universitaria Cattolica Italiana (FUCI).

## Storia
(Monsignor G. B. Montini)
L'Editrice Studium, che dall'omonima rivista traeva il nome, è volta, nei suoi primi anni di vita, essenzialmente alla formazione delle coscienze, nel clima asfittico dell'Italia di quel periodo, per dare una specifica identità alla base studentesca. Vengono pubblicati corsi di teologia, documenti pontifici, mentre si dà vita ad una serie di iniziative sempre più rilevanti, per l'apporto di "fucini" ormai in grado di insegnare e per i contenuti e il sostegno ricevuto, a partire dal 1933, dal Movimento Laureati di Azione Cattolica. Particolare attenzione è riservata alla dimensione professionale.
Nei primi anni quaranta, malgrado le gravi limitazioni imposte dalla guerra, l'Editrice è viva e presente. Prendono attualità i temi politici, la cui elaborazione porterà alla stesura del cosiddetto Codice di Camaldoli (pubblicato nel 1945), e si avverte vivissima l'esigenza, in vista del ruolo politico e sociale che i cattolici sono chiamati a svolgere nella rinascita del Paese, di passare da enunciazioni di principio al concreto delle applicazioni e dell'esperienza personale, vissuta con elevata sensibilità morale. Autorevoli studiosi vicini a «Studium» forniranno un innegabile contributo alla stesura della nuova Carta Costituzionale e, in generale, alla crescita della democrazia in Italia.
È una grande fioritura quella che si verifica nel secondo dopoguerra, con l'avvio della collana «Cultura», aperta nel 1946 dalla traduzione di Umanesimo integrale di Jacques Maritain e da La giustizia di Giorgio Del Vecchio, seguiti a breve distanza dalla edizione italiana della Storia dell'educazione nell'antichità di Henri-Irénée Marrou. Le iniziative si moltiplicano. Si sviluppa la serie dei dizionari di teologia (dogmatica, biblica, storico-religiosa), di liturgia, di teologia morale, fino al più recente Dizionario enciclopedico di spiritualità.
Fra le altre, merita di essere ricordata la collana «Verba Seniorum», di studi sulla letteratura cristiana antica, fondata da Giuseppe Lazzati e Michele Pellegrino, e diretta oggi da Paolo Siniscalco.
Un avvenimento di particolare rilievo è l'avvio, alla fine del 1951, dell'«Universale Studium». La collana è stata poi ripresa e rilanciata come «Nuova Universale Studium».
Quando, nei primi anni settanta, l'Editrice è venuta a trovarsi in difficoltà, la solidarietà di molti vecchi amici e l'intesa con una società più grande, quale l'Editrice La Scuola di Brescia, le ha consentito di riprendere l'attività editoriale.
Nel 1981 è iniziato uno stretto rapporto di coproduzione con l'Istituto Paolo VI di Brescia. L'Istituto persegue la finalità di raccogliere documenti, scritti, testimonianze e di promuovere studi riguardanti la vita e le opere di Giovanni Battista Montini. Analogo rapporto di coedizione è stata realizzato con la Libera Università Maria Santissima Assunta di Roma.
Il 15 dicembre 2015, acquista ed incorpora la casa editrice Marcianum Press di Venezia, nata nel 2005 in seno allo Studium Generale Marcianum, creato dall'allora patriarca di Venezia Angelo Scola, poi arcivescovo di Milano. La cessione avviene nel quadro del ridimensionamento dello Studium Generale Marcianum operato dal Patriarca Francesco Moraglia.

## Produzione editoriale
L'Editrice definisce oggi il suo spazio nell'ambito della saggistica filosofica, storica, letteraria, con attenzione anche alle scienze umane e ai temi della spiritualità cristiana.
L'Editrice Studium si è proposta anche in questi anni di ricostruire il profilo biografico e di pubblicare gli scritti di grandi figure di sacerdoti e di laici; da monsignor G.B. Montini a monsignor Emilio Guano, a monsignor Franco Costa, al cardinale Domenico Tardini; da Giuseppe Capograssi a Jemolo, da Gonella a Giorgio La Pira, a Aldo Moro, a Bachelet, a Giuseppe Lazzati, a Benigno Zaccagnini.
Numerosi sono poi i titoli dedicati alla critica letteraria apparsi nelle collane di Studium, e in particolare nella Nuova Universale. Si va dai fortunati lavori di Silvano Scalabrella sulla mitologia classica, di Mario Puppo sul Romanticismo, di Elio Gioanola sul Decadentismo, alla storia del romanzo italiano dell'Ottocento e del Novecento di Renato Bertacchini, alla poesia del Novecento, a una nuova Storia del teatro italiano, in quattro volumi, dal Medioevo al Novecento, redatti da Federico Doglio, Clelia Falletti Cruciani, Giorgio Pullini e Giovanni Antonucci.